# Daryl Hannah
Daryl Christine Hannah (n. 3 decembrie 1960, Chicago, Illinois, SUA) este o actriță americană. După debutul ei în cinematografie în anul 1978, a jucat în filme hollywoodiene printre care și în Blade Runner, Splash, Wall Street și Roxanne. Hannah a avut recent câteva roluri importante printre care și în seria Kill Bill.

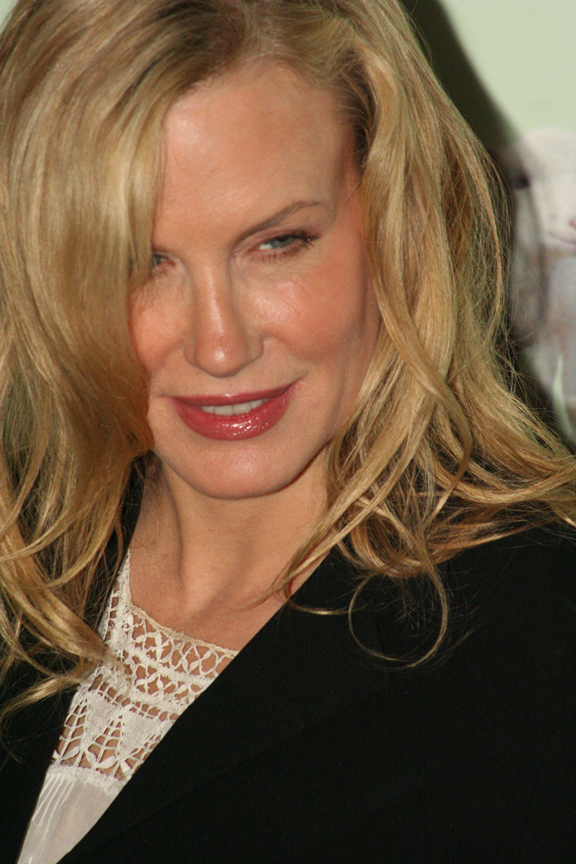
Daryl Hannah la FarmGala, 2006

## Filmografie

### Actor
| An   | Titlu                                      | Rol                  | Note |
| ---- | ------------------------------------------ | -------------------- | --- |
| 1978 | The Fury                                   | Pam                  | |
| 1981 | Hard Country                               | Loretta              | |
| 1982 | Blade Runner                               | Pris Stratton        | |
| 1982 | Paper Dolls                                | Taryn Blake          | |
| 1982 | Summer Lovers                              | Cathy Featherstone   | |
| 1983 | The Final Terror                           | Windy                | |
| 1984 | Reckless                                   | Tracey Prescott      | |
| 1984 | Splash                                     | Madison              | Premiul Saturn pentru cea mai bună actriță |
| 1984 | The Pope of Greenwich Village              | Diane                | |
| 1986 | The Clan of the Cave Bear                  | Ayla                 | |
| 1986 | Legal Eagles                               | Chelsea Deardon      | |
| 1987 | Roxanne                                    | Roxanne Kowalski     | |
| 1987 | Wall Street                                | Darien Taylor        | A câștigat – Razzie for Worst Supporting Actress |
| 1988 | High Spirits                               | Mary Plunkett Brogan | Nominalizare - Razzie for Worst Supporting Actress |
| 1989 | Crimes and Misdemeanors                    | Lisa Crosley         | uncredited |
| 1989 | Steel Magnolias                            | Annelle Dupuy Desoto | |
| 1990 | Crazy People                               | Kathy                | |
| 1991 | At Play in the Fields of the Lord          | Andy Huben           | |
| 1992 | Memoirs of an Invisible Man                | Alice Monroe         | |
| 1993 | Grumpy Old Men                             | Melanie Gustafson    | |
| 1993 | Attack of the 50 Ft. Woman                 | Nancy Archer         | Film TV |
| 1994 | The Little Rascals                         | Miss June Crabtree   | |
| 1995 | The Tie That Binds                         | Leann Netherwood     | |
| 1995 | Grumpier Old Men                           | Melanie Gustafson    | |
| 1996 | Two Much                                   | Liz Kerner           | |
| 1996 | The Last Days of Frankie the Fly           | Margaret             | |
| 1997 | The Last Don                               | Athena Aquitane      | TV Mini-Series |
| 1997 | Muppets Tonight                            | Herself              | Guest star with her sister Page Hannah |
| 1998 | The Gingerbread Man                        | Lois Harlan          | |
| 1998 | The Real Blonde                            | Kelly                | |
| 1998 | Addams Family Reunion                      | Morticia Addams      | direct-to-video |
| 1998 | Rear Window                                | Claudia Henderson    | Film TV |
| 1998 | The Last Don II                            | Athena Aquitane      | TV Mini-Series |
| 1998 | Hi-Life                                    | Maggie               | |
| 1998 | Rescuers: Stories of Courage: Two Families | Maria Althoff        | Film TV |
| 1999 | My Favorite Martian                        | Lizzie               | |
| 1999 | Speedway Junky                             | Veronica             | |
| 1999 | Diplomatic Siege                           | Erica Long           | |
| 2000 | Cord                                       | Anne White           | direct-to-video |
| 2000 | Wildflowers                                | Sabine               | |
| 2000 | First Target                               | Alex McGregor        | Film TV |
| 2001 | Jackpot                                    | Bobbi                | |
| 2001 | Dancing at the Blue Iguana                 | Angel                | |
| 2001 | Jack and the Beanstalk: The Real Story     | Thespee              | Film TV |
| 2001 | Cowboy Up                                  | Celia Jones          | aka Ring of Fire |
| 2002 | A Walk to Remember                         | Cynthia Carter       | |
| 2002 | Searching for Debra Winger                 | Herself              | |
| 2002 | Hard Cash                                  | Virginia             | |
| 2003 | Northfork                                  | Flower Hercules      | |
| 2003 | The Job                                    | CJ March             | |
| 2003 | Casa de los babys                          | Skipper              | |
| 2003 | The Big Empty                              | Stella               | |
| 2003 | Kill Bill, Volume 1                        | Elle Driver          | |
| 2004 | Kill Bill, Volume 2                        | Elle Driver          | Italian Online Movie Award for Best Cast MFilm TV Award for Best Fight (with Uma Thurman) Saturn Award for Best Supporting Actress Nominalizare—Satellite Award for Best Supporting Actress - Motion Picture |
| 2004 | Silver City                                | Maddy Pilager        | |
| 2004 | Whore                                      | Adriana              | |
| 2004 | Careful What You Wish For                  | Store Patron         | Film scurt |
| 2006 | Love Is the Drug                           | Sandra Brand         | |
| 2006 | Final Days of Planet Earth                 | Liz Quinlan          | Film TV |
| 2006 | Keeping Up with the Steins                 | Sacred Feather/Sandy | |
| 2006 | Olè                                        | Maggie Granger       | |
| 2007 | The Poet                                   | Marlene Konig        | |
| 2007 | All the Good Ones are Married              | Alex                 | Film TV |
| 2008 | Vice                                       | Salt                 | |
| 2008 | Storm Seekers                              | Leah Kaplan          | Film TV |
| 2008 | Kung Fu Killer                             | Jane                 | Film TV |
| 2008 | The Garden                                 | Rolul său            | |
| 2008 | Shark Swarm                                | Brooke Wilder        | Film TV |
| 2008 | The Cycle                                  | Carrie               | aka The Devil's Ground |
| 2008 | Dark Honeymoon                             | Jan                  | |
| 2009 | Shannon's Rainbow                          | Dr. Rita Baker       | |
| 2010 | A Closed Book                              | Jane Ryder           | Bahamas Film Award for Best Actress |
| 2011 | Every Generation Needs a Revolution        | Rolul său            | documentar scurt |
| 2011 | A Fonder Heart                             | Margaret Boone       | |
| 2012 | Eldorado                                   | The Stranger         | 3-D Film |
| 2013 | Garbage                                    | Rolul său            | |
| 2013 | The Hot Flashes                            | Ginger Peabody       | |
| 2013 | Social Nightmare                           | Susan Hardy          | Film TV; aka Mother |
| 2013 | Zombie Night                               | Birdy                | Film TV |

### Regizor
| An   | Titlu           | Note                        |
| ---- | --------------- | --------------------------- |
| 1993 | The Last Supper | Also writer and co-producer |
| 2001 | Strip Notes     | Documentar Video            |

## Teatru
| An   | Titlu           | Rol      | Note                                                                     |
| ---- | --------------- | -------- | ------------------------------------------------------------------------ |
| 2000 | Seven Year Itch | The Girl | Made famous by Marilyn Monroe Helped Daryl Hannah overcome stage fright. |

## Premii
en 
- Best Fight—MFilm TV Awards Kill Bill Vol. 2, 2005
- Best Supporting Actress—Saturn Award Kill Bill Vol. 2, 2004
- Best Actress—Saturn Award Splash, 1984
- Influencer Of The Year Award—National Biodiesel Board, 2004
- Ongoing Commitment Award—Environmental Media Award, 2004
- Environmental Activism—Water Quality Awards, 2006
- Environmental Preservation—Artivist Awards, 2006
- Special golden camera 300—Manaki Brothers Film Festival, 2010